# Neil Sheehan
Pour les articles homonymes, voir Sheehan.
Cornelius Mahoney « Neil » Sheehan, né le 27 octobre 1936 à Holyoke et mort le 7 janvier 2021, est un journaliste américain.
En tant que journaliste pour le New York Times en 1971, Sheehan obtient des documents classifiés connus sous le nom de Pentagon Papers via Daniel Ellsberg. Sa série d'articles sur ce sujet révèle des informations secrètes du département de la Défense des États-Unis sur la guerre du Viêt Nam et mène à un procès en Cour suprême des États-Unis, New York Times Co. v. United States, lorsque le gouvernement des États-Unis tente de stopper leur publication.
Il a reçu un prix Pulitzer et un National Book Award pour son livre de 1988, A Bright Shining Lie (en), sur la vie du lieutenant-colonel John Paul Vann (en) et l'implication des États-Unis dans la guerre du Viêt Nam.

## Ouvrages
- L'Innocence perdue [« A Bright Shining Lie »], Éditions du Seuil, 1990 (1re éd. 1988)